# Camp de Rafah
El campament de Rafah (àrab: مخيم رفح, muẖayyam Rafaḥ o معسكر رفح, muʿaskar Rafaḥ) és un dels vuit camps de refugiats palestins a la Franja de Gaza. Es troba en la governació de Rafah, al llarg de la frontera entre Gaza i Egipte. El campament va ser creat en 1949 per acollir 41.000 refugiats palestins que van fugir de les seves llars davant l'avanç de les tropes israelianes durant la Nakba, i actualment forma part de la ciutat de Rafah. Va arribar a ser el campament de refugiats més gran de la Franja de Gaza al moment de la seva creació; no obstant això, la seva població ha disminuït a causa de l'emigració cap al campament de Tel al-Sultan, una extensió del de Rafah creada per absorbir als refugiats que van haver de ser repatriats des del Camp Canadà.

## Demografia
Segons la UNRWA, el campament té una població d'uns 98.872 habitants. Aquesta xifra inclou Tel al-Sultan, a diferència de l'Oficina Central d'Estadístiques Palestina, que va calcular en 2006 que la població del campament de Rafah era només de 59.983 habitants, mentre que la de Tel al-Sultan era de 24.418. El de Rafah és el segon campament de refugiats més gran de Palestina.

## Educació
El campament de Rafah té 42 escoles situades en 25 edificis, dels quals 17 es troben oberts a doble torn, estant totes elles gestionades per UNRWA. La població escolar creix a un ritme de 10.000 nous alumnes cada any, però la prohibició israeliana d'importar materials de construcció ha portat a les escoles de UNRWA a haver d'impartir algunes de les seves classes als patis de les escoles. De fet, una de les escoles del campament de Rafah està feta a partir de contenidors de vaixells, amb 15 aules diferents formades mitjançant la unió de dos contenidors als quals se'ls han obert portes i finestres. Els 453 alumnes d'aquesta escola pateixen especialment els mesos de calor i els de pluja, quan les condicions climàtiques dins de les aules són fan extremadament difícil l'aprenentatge.

## Infraestructures
Des del començament de la Segona Intifada, el camp de Rafah ha sofert constants demolicions de cases per part de l'exèrcit israelià, la qual cosa ha deixat sense casa a milers de famílies que han estat reallotjades per UNRWA en altres zones del campament gràcies al suport financer saudita i japonès. Els càlculs de UNRWA fixen les xifres en 1.728 cases derrocades, 3.337 famílies desallotjades i 17.362 persones traslladades.
Segons dades d'UNRWA, el 90 per cent de l'aigua del campament no és apta per al consum humà. En el campament hi ha un centre de salut i un centre de distribució de menjar gestionats per UNRWA.

## Economia
Abans del bloqueig israelià sobre la Franja de Gaza, l'exportació de clavells era una de les majors fonts d'ingressos per al campament de Rafah. No obstant això, des que es va establir el bloqueig solament es permet que surtin uns pocs camions de clavells al dia. El bloqueig israelià també ha suposat la pràctica impossibilitat d'importar materials de construcció, la qual cosa no ha evitat que en anys recents s'hagi experimentat un petit boom de la construcció gràcies als materials portats a través de túnels que connecten la Rafah palestina amb la Rafah egípcia.

## Història

### El Camp Canadà
El Camp Canadà es va establir després de la Guerra dels Sis Dies en 1967, en la qual Israel va ocupar militarment tant la Franja de Gaza com la península del Sinaí (així com Jerusalem Oriental, Cisjordània i els Alts del Golan). Malgrat nombroses resolucions de l'ONU instant a la tornada a les fronteres anteriors a aquesta guerra, la ocupació israeliana d'aquests territoris persisteix avui dia. Just després de l'ocupació del campament de Rafah, es va crear el Campament Canadà per cobrir la necessitat de reallotjar uns 5.000 refugiats als quals l'exèrcit israelià havien demolit les seves cases per construir carreteres. El campament va rebre aquest nom perquè a la zona s'havia allotjat un contingent de tropes canadenques després de la Guerra del Sinaí de 1956. No obstant això, atès que el Campament Canadà es trobava en territori egipci, després dels acords de Camp David de 1978 els refugiats que hi vivien van quedar del costat egipci de la frontera, encara que un acord egipci-israelià va establir que haurien de ser repatriats a la Franja de Gaza.

### Ocupació israeliana

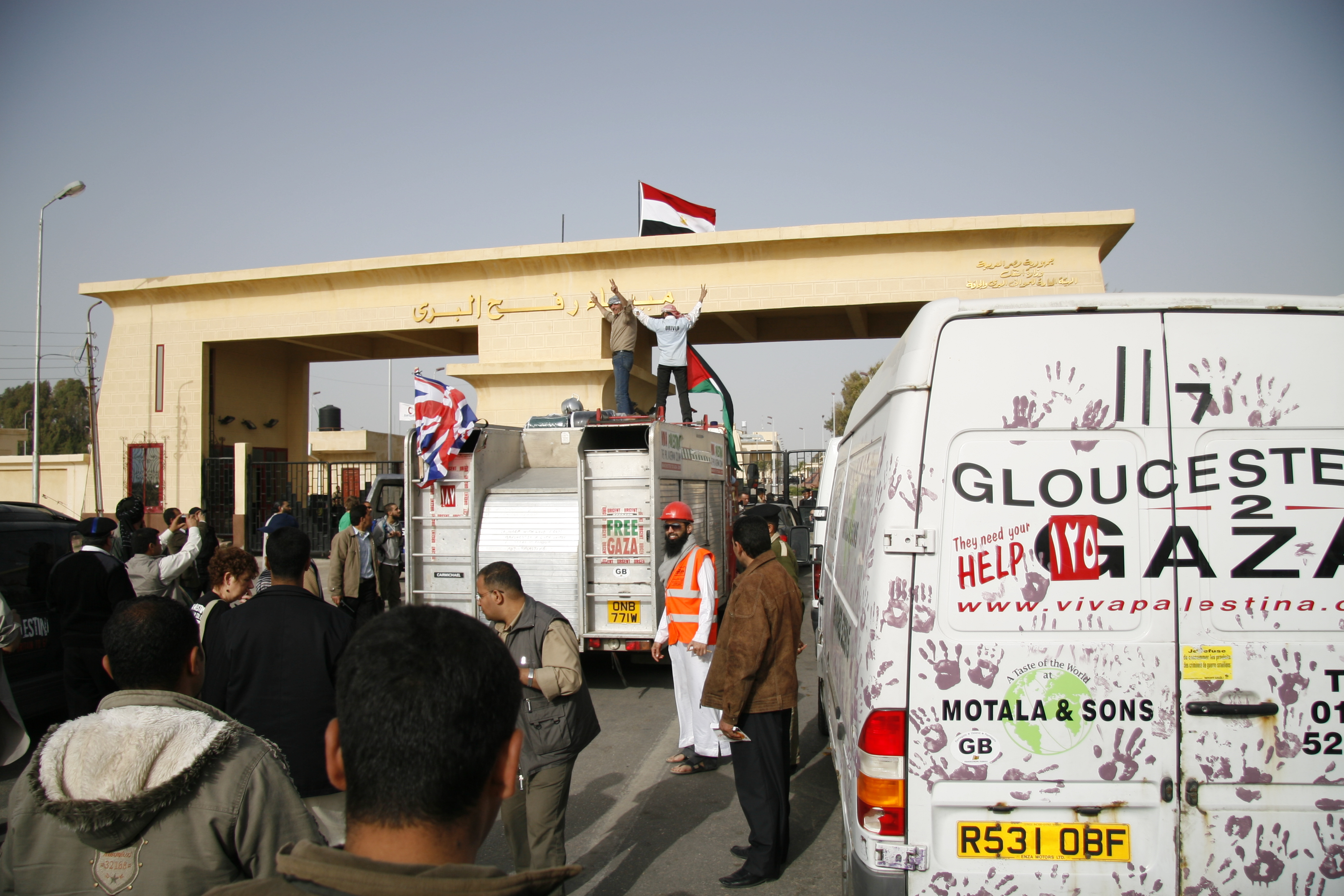
Pas fronterer de Rafah

Husni Ibrahim Hasan al-Najjar, un resident del campament de Rafah de 17 anys, moria el 29 d'octubre de 2000 a causa d'un tret de l'exèrcit israelià en el cap durant una manifestació. Un altre adolescent palestí, Ibrahim Ahmad Hasan Othman, de 16 anys, va morir d'un tret israelià en el pit el 20 de novembre d'aquest mateix any.
El 24 de gener de 2001, un jove palestí anomenat Safwat Isam Mustafa Qishta, de 17 anys, moria a causa d'un bombardeig israelià prop de l'assentament de Guish Katif. Un nen de 10 anys, Bara Jalal Mahmoud al-Shaer, moria d'un tret israelià en el cap el 17 d'abril d'aquest mateix any. El 2 de maig de 2001, excavadores israelianes es van endinsar en el campament i van destruir 13 cases i diversos camps de cultiu, deixant al seu pas 14 ferits i un jove de 17 anys, Mahmoud Akel, mort d'un tret en el pit. El 9 de maig d'aquest mateix any, una nena palestina de 3 mesos i mig cridada Rim Ahmad i la seva mare, Aida Isa Ahmad, de 24 anys, van resultar greument ferides per projectils de tancs israelians en el campament de Rafah. Aida Isa anava pel carrer amb la seva filla Rim en braços quan va començar l'atac, sofrint ella greus ferides en el pit, mentre que la nena va rebre un tret al cap. El 24 de maig va ser un adolescent de 15 anys, Ala Adel Yousef al-Buji, qui va morir per trets de l'exèrcit israelià en el pit prop de l'assentament de Rafah Yam. El 23 de juny de 2001, quatre tancs i dues excavadores israelianes es van endinsar en el campament de Rafah i van destruir 17 habitatges. Muhammad Subhi abu-Arrar, de 14 anys, va morir pel tret d'un franctirador israelià en el pit quan jugava davant de casa seva el 19 d'agost. El 9 de setembre d'aquest any, un nen palestí de 13 anys, Ahmed Abu Libda, va morir d'un tret en el pit quan es trobava llançant pedres a soldats israelians que realitzaven una incursió en el campament de Rafah.
El 10 de gener de 2002 l'exèrcit israelià va destruir entre 30 i 59 cases del campament de Rafah en represàlia per la mort de 4 soldats israelianes esdevinguda poc abans. Sobre l'oficial a càrrec d'aquesta acció, considerada un crim de guerra per violar la Quarta Convenció de Ginebra, es va emetre una ordre de detenció, però en arribar a l'aeroport de Heathrow la policia britànica va declinar actuar i li va permetre tornar a Tel-Aviv. El 22 de març moria el nen de 4 anys Riham Hussam Mustafa abu-Taha de les ferides sofertes en el cap durant un bombardeig israelià. Salwa Khaled Dahaliz, de 10 anys, i Sumaya Najeh Abdul-Hadi al-Hasan, de tan sol 6 anys, morien de trets en el cap el 6 d'abril d'aquest mateix any. El 29 d'abril d'aquest mateix any, una breu incursió israeliana en el campament va deixar dos palestins ferits greus, un d'ells un nen de 10 anys amb un tret a la cara. El 29 d'agost moria Abdul-Hadi Anwar al-Hamaida, de 14 anys, per les ferides sofertes en el cap durant un bombardeig israelià. El 10 d'octubre de 2002, un nen de 12 anys anomenat Thaer Salah al-Hout i un jove de 18 van morir després d'una incursió israeliana en el campament. També durant una incursió moria Iyad Nafez Husni abu-Taha, de 16 anys, el 5 de novembre d'aquest mateix any. Menys d'una setmana després moria el nen de 2 anys Nafez Khaled Mashal per un tret en l'abdomen efectuat per tropes israelianes, i just l'endemà passat, el 13 de novembre, moria un altre nen de 2 anys, Hamed Rostiu Hasan al-Masri, aquesta vegada per les ferides rebudes en el pit després d'un bombardeig israelià.

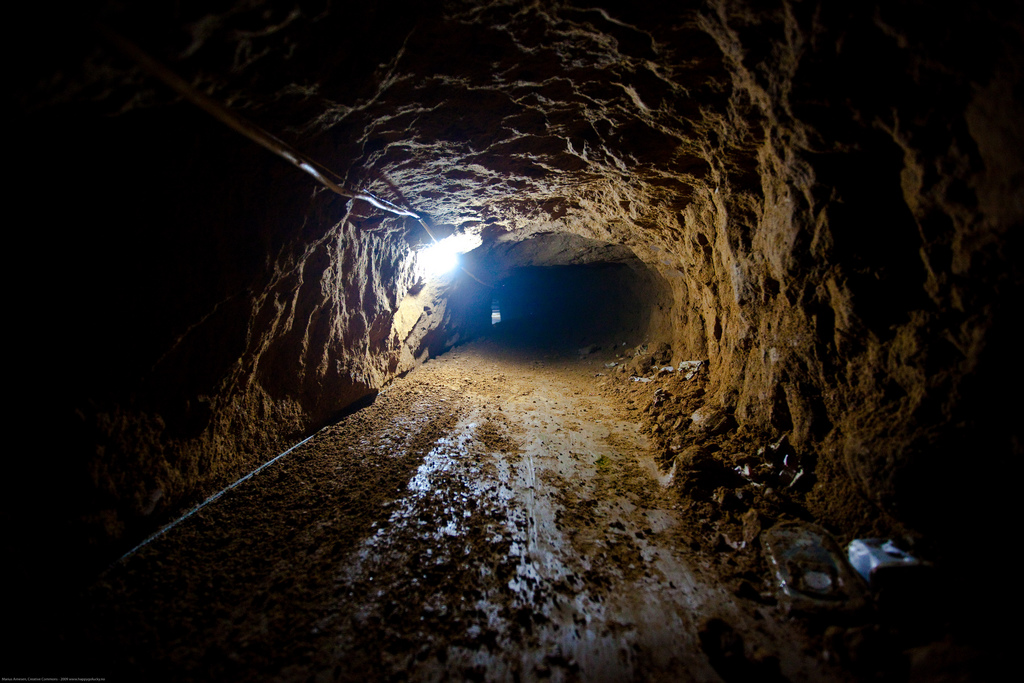
Túnel sota la frontera egipci-palestina

El 26 de gener de 2003 moria el nen Ali Taleb Ghreiz, de 8 anys, a causa de les ferides rebudes en el cap després d'un bombardeig israelià. Mohammed Hamdan, de 16 anys, va morir en el campament de Rafah en una operació de l'exèrcit israelià per trobar túnels el 24 de setembre de 2003. Uns altres 14 palestins van resultar ferits en aquesta acció. El 10 d'octubre de 2003, set palestins del campament de Rafah van morir després d'una incursió de l'exèrcit israelià. Almenys 50 més van resultar ferits, deu d'ells de gravetat. Entre els morts es van explicar dos nens de 8 i 12 anys, i un altre nen de 9 va resultar ferit greu. Sis dies després, el 16 d'octubre de 2003, efectius de l'exèrcit israelià mataven a Ualid Abdel Uahad, de 32 anys, que treballava com a membre de les forces de seguretat palestines. L'endemà passat moria el jove de 17 anys Husam Omer Saleh al-Moghayer per trets israelians al cap, coll, pit, esquena i cames mentre es dirigia a l'escola. L'endemà moria Shadi Nabil Mahmoud abu-Alwan, també de 17 anys, per trets israelians i per la caiguda d'un mur durant la demolició del seu habitatge. En finalitzar la seva operació al camp de Rafah, l'exèrcit israelià va deixar vuit morts i més de 2.000 persones sense llar, segons fonts d'UNRWA, el comissari de les quals, Peter Hansen, va declarar que "aquest tipus d'operacions són injustificables, ja que té per objectiu a civils i la destrucció de les seves cases". EL 26 de novembre moria Hani Salem Rabayah, de tan sol 9 anys, per trets israelians al cap i coll.
El 17 de març de 2004, quatre civils palestins residents en el campament de Rafah van morir per impactes de míssils d'helicòpters israelians en sengles operacions de represàlia. Al maig de 2004, les tropes israelianes van realitzar una operació de cerca i eliminació de túnels en el campament de refugiats de Rafah que va concloure el dia 24. El resultat van ser 43 palestins morts i 56 cases derrocades, segons fonts israelianes, al que fonts palestines van afegir més de dues mil desplaçats, cent ferits i una escola demolida. Entre els morts es trobaven Muhammad Musa Masbah Mowafi i Fuad Khaled Abdallah abu-Hashem, tots dos de 16 anys, Un nen de 12 anys, Walid Naji Said abu-Qamr, moria per l'impacte d'un míssil israelià durant una manifestació pacífica al costat del lloc militar de Tal Zorub. Una nena de tres anys, Rawan Abu Zeid, moria per trets de l'exèrcit israelià el 22 de maig. El 5 d'agost d'aquest mateix any, una nena de 13 anys, Iman Suleiman Ibrahim Barhoum, moria de les ferides sofertes una setmana abans per foc israelià mentre es trobava a la seva casa. El 14 d'agost, un altre nen de 13 anys, Saifaldeen Suleiman Miamat al-Barhoum, moria de les ferides sofertes en el cap per trets israelians quan es trobava en la teulada de la seva casa durant una incursió. Cinc dies després, Ahmad Abdul-Fattah Ali al-Hams, de 17 anys, moria d'un tret al cor mentre tractava de rescatar al seu veí de 13 anys, també ferit d'un tret. El 31 d'agost moria també Mazen Majed Muhammad al-Agha, amb 15 anys, per un tret d'un tanc israelià.
Nuran Iyad Deeb, una nena d'11 anys del campament de Rafah, moria el 31 de gener de 2005 per un tret en el cap efectuat per un franctirador israelià quan es disposava a entrar a l'escola de l'ONU que li servia de refugi. El 9 d'abril d'aquest mateix any, Khaled Fuad Shakr Ghannam (15 anys), Ashraf Samir Ahmad Musa (15 anys) i Hasan Ahmad Khalil abu-Zayd (16 anys) morien per trets israelians en coll, pit i cap respectivament mentre jugaven a futbol prop de la frontera amb Egipte. El 27 de setembre de 2006, Damaliz Ahmad Muhammad Hamad, de 14 anys, moria per l'impacte d'un míssil israelià a la casa del costat. El 14 de desembre de 2007 moria d'un defecte al cor i de greus afeccions en la pell el bebè de 3 mesos Hala Rohi Muhammad Zanoun, després d'haver-se-li negat l'accés a Israel per ser atès en un hospital amb els recursos necessaris.
El 29 de desembre de 2008, un míssil israelià matava a la seva casa del campament de Rafah a tres germans de 4, 12 i 14 anys, de nom Sidqi, Ahmad i Mohammad Ziad Mahmoud al-Absi, respectivament. El 18 de gener de 2009, Isa Muhammad Iyada Rimeliat, de 12 anys, moria en el campament de Rafah a les mans de l'exèrcit israelià. El 18 d'agost de 2011, un nen de 2 anys, Malek Khaled Hamad Shaat, moria per l'impacte d'un míssil israelià a la seva casa. L'atac anava dirigit contra el seu pare, membre de les brigades Nasser Saladin de resistència popular.
L'11 de juliol de 2014, cinc membres de la família al-Ghannam morien en el campament de Rafah en esfondrar-se la seva casa després de l'impacte d'un míssil de l'aviació israeliana. Cap d'ells (tres d'elles dones) participava en els combats. Aquest mateix dia, Nur Marwan 'Abdallah a-Najdi, una nena de deu anys, moria a la seva casa del campament de Rafah per foc de l'aviació israeliana. El 3 d'agost de 2014, un membre de la branca militar del Gihad Islàmic originari del campament de Rafah moria en per l'impacte de trets d'un avió israelià en una casa del campament de Jabalia. Amb ell van morir també cinc membres de la família Nijem (inclosos Raghad Muhammad Sa'di Nijem al-Masri, de 3 anys, i 'Abd al-Karim Muhammad 'Awad Abu Nijem, de 92 anys) i tres membres de la família que vivia a la casa del costat.